# Caloptilia syrphetias
Caloptilia syrphetias là một loài bướm đêm thuộc họ Gracillariidae. Nó được tìm thấy ở Brunei, Trung Quốc (Tứ Xuyên, Fujian, Hubei), Hong Kong, Ấn Độ, Indonesia (Sulawesi), Nhật Bản (Honshū, Kyūshū, quần đảo Ryukyu), Malaysia (Pahang), Sri Lanka và Thái Lan.
Sải cánh dài 13.5-16.5 mm.
Ấu trùng ăn Persea thunbergii. Chúng ăn lá nơi chúng làm tổ.